# Metatarsiene
Metatarsiene sunt oasele de la picior care fac legatuara dintre tarsiene si falange.Ele sunt in numar de cate 5 numeroate cu cifre romade de la 1-5.